# Жирондський обсерваційний корпус

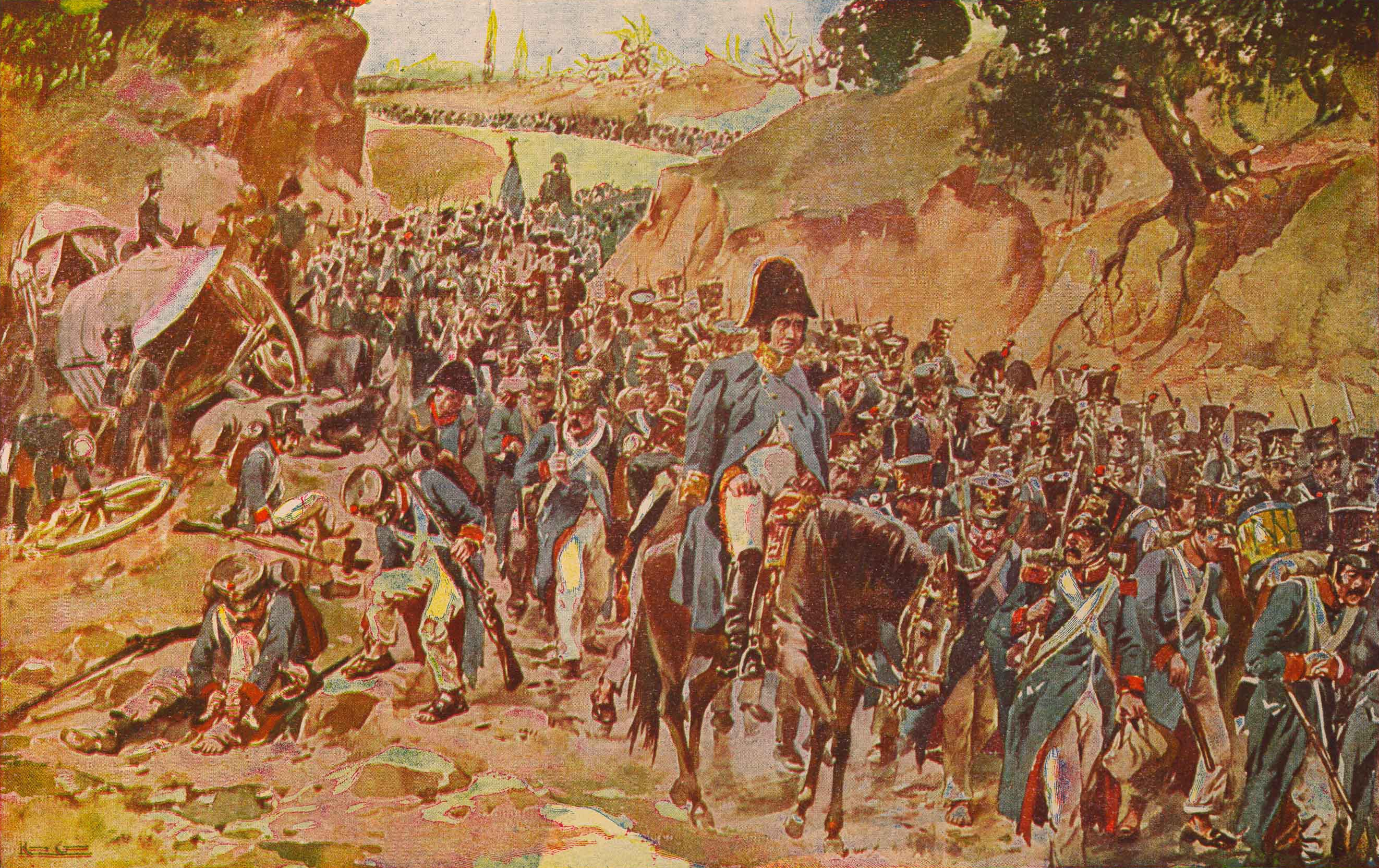
Жирондський обсерваційний корпус на марші в Португалії (1807).

Жирон́дський обсерваці́йний ко́рпус (фр. Corps d'observation de la Gironde) — корпус у складі збройних сил Першої Французької імперії. Сформований декретом від 2 серпня 1807 року в Сен-Клу напередодні вторгнення до Португалії. Брав участь у поході на Португалію і Піренейській війні.

## Склад
Французький корпус для завоювання Португалії очолював генерал Жан-Андош Жюно. Він працював французьким послом у Лісабоні в 1805 році, тому й отримав призначення на пост командира частини. Генерал славився бойовими якостями, був активним офіцером, але не мав талантів стратега. Наполеон обіцяв йому герцогський титул і маршальський жезл, якщо Португальський похід завершиться успішно.
Корпус нараховував 24 918 чоловік. До його складу входив кавалерійський дивізіон під командуванням генерала Франсуа-Етьєна де Келлермана, а також три піхотні дивізії генералів Анрі-Франсуа Делаборда, Луїса-Анрі Луазона і Жана-П'єра Траво. Головою штабу був бригадний генерал Поль Тьєбо. Третину корпусу складали ветерани Наполеонівських воєн — близько 17 тисяч вояків.
- Кавалерійський дивізіон, числом 1754 чоловік, складався з семи полків: 26-й кінно-єгерський (244 чоловіки), 1-й драгунський (261), 3-й драгунський (236), 4-й драгунський (262), 5-й драгунський (249), 9-й драгунський (257) і 15-й драгунський (245). Кіннота була поділена на дві бригади під командою генералів Пєра Маргаро і Антуана Морена[4].
- 1-ша дивізія Делаборда нараховувала 7848 чоловік і складалася з семи батальйонів: 1-й батальйон 4-го швейцарського полку (1190 чоловік), 3-й батальйон 15-го лінійного полку (1033), 2-й батальйон 47-го лінійного полку (1210), 1-й і 2-й батальйони 70-го лінійного полку (2299) і 1-й і 2-й батальйони 86-го лінійного полку (2116). Бригадами дивізії командували Жан-Жак Авріль і Антуа-Франсуа Бренє де Монтморан.
- 2-га дивізія Луазона складалася з 8481 чоловіка, поділених на вісім батальйонів: 2-й батальйон 2-го швейцарського полку (755 чоловік), 3-й батальйон 2-го легкопіхотного полку (1255), 3-й батальйон 4-го легкопіхотного полку (1196), 3-й батальйон 12-го легкопіхотного полку (1302), 3-й батальйон 15-го легкопіхотного полку (1314), 3-й батальйон 32-го лінійного полку (1265), 3-й батальйон 58-го лінійного полку (1394). Бригадними генералами були Гуго Шарло і Жан-Гільйом Бартелемі-Томєр[4].
- 3-я дивізія Траво мала 5538 чоловік. До неї входив Ганноверський легіон (703 чоловік) та сім французьких батальйонів: 1-й батальйон Південнофранцузького легіону (797), 3-й і 4-й батальйони 66-го лінійного полку (1004), 3-й батальйон 31-го легкопіхотного полку (653), 3-й батальйон 32-го легкопіхотного полку (983), 3-й батальйон 26-го лінійного полку (537) і 3-й батальйон 82-го лінійного полку (861). Двома дивізійними бригадами командували Луїс Фузьє і Жан-Франсуа Грендорж.

Артелиристи, сапери, інженери та інший персонал нараховував 1297 чоловік.